# 렘비트 오픽
렘비트 오픽(에스토니아어: Lembit Öpik 렘비트 외피크, 1965년 3월 2일 ~ )은 영국 자유민주당 소속 정치인으로서 하원 의원이자 자유민주당 웨일스 대표이다.

## 유년기
오픽의 부모는 에스토니아 출신으로 소련 당국 이 에스토니아를 합병하였을 때 북아일랜드로 도망하였다. 그는 뱅고어에서 태어나 누나와 남동생등 3남매중 한명으로 자랐다.
그는 벨파스트 왕립학교에서 교육을 받고 브리스틀 대학교에서 철학을 전공하였다. 대학교 재학시 브리스틀 대학교 총학생회 회장이었으며 전국학생회의 임원으로 활동하였다.
1988년, 가정용품 제조업체인 프록터 앤드 갬블에 취직하여 1991년 기업트레이닝 및 조직개발 관리자가 되었고 1996년에는 글로벌 인력자원 트레이닝 관리자로 승진하였다. 그는 1991년 자유민주당의 연방집행위원으로 선출되며 정치행보를 시작하였다.
1992년 총선에 출마하였으나 낙선하였고 1994년에는 유럽의회선거에 출마하였으나 역시 낙선하였다.

## 국회의원
1997년 영국 총선에서 몽고메리셔의 자유민주당 의원이었던 알렉스 칼라일이 은퇴하고 오픽은 2001년과 2005년 총선에서 당선되어 하원의원을 연임하게 되었다. 그는 자유민주당의 교육담당 대변인(1997), 북아일랜드 담당 대변인(1997-2007), 경제담당 대변인(2007), 주택문제 대변인(2007)등으로 활동을 하였다.

## 사생활
어린 미모의 기상캐스터나 란제리 모델등과 약혼 및 연애등 여성편력이 화려하고 최근에는 2010년 10월, 21살의 메릴리 맥기번과 사귀고 있는 것으로 밝혀져 화제가 되었다.

## 기타 활동
소행성의 지구충돌 위험에 대응하기 위한 국제적 협력을 위해 캠페인을 벌여온 것으로 유명한 오픽의원은 2000년 9월 1일직경 533m 크기의 소행성이 지구와 240만 마일 이내까지 접근, 거의 충돌할뻔 했다가 스쳐 지나가자 "이것은 마치 테니스코트에서 어떤 사람이 당신을 향해 공깃돌을 던졌는데손바닥 넓이만큼의 차이로 당신의 얼굴을 스쳐 지나간 것과 같은 것"이라며 "240만마일은 우주에서는 아무 것도 아니며 소행성의 진로가 그만큼 지구쪽으로 틀어졌었다면 이런 이야기를 하고 있지도 못했을 것"이라며 국제적으로 정보를 공유하고 위험한 소행성을 파괴하거나 진로를 돌리기 위한 협력의 필요성을 강조하였다.